# Musée ethnographique de plein air de Lettonie
Le Musée ethnographique de plein air de Lettonie (letton : Latvijas Etnogrāfiskais brīvdabas muzejs) est une institution située à Riga. C'est un monument culturel de Lettonie portant le numéro : 6651.
Il est situé sur la rive du lac Jugla. Il est décidé en 1924 et représente les différentes parties et savoirs faire du pays.

## En images

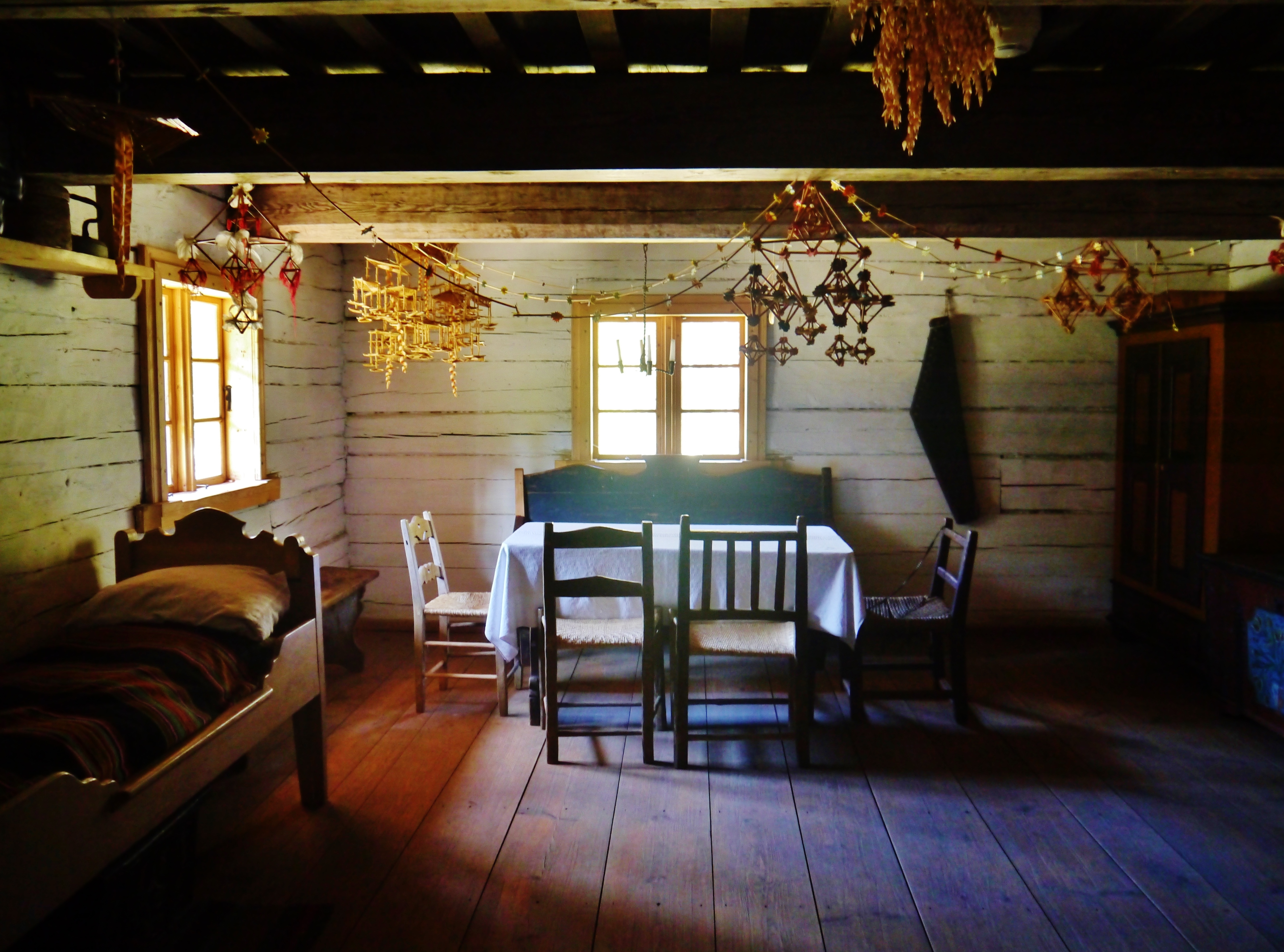
Dans la section
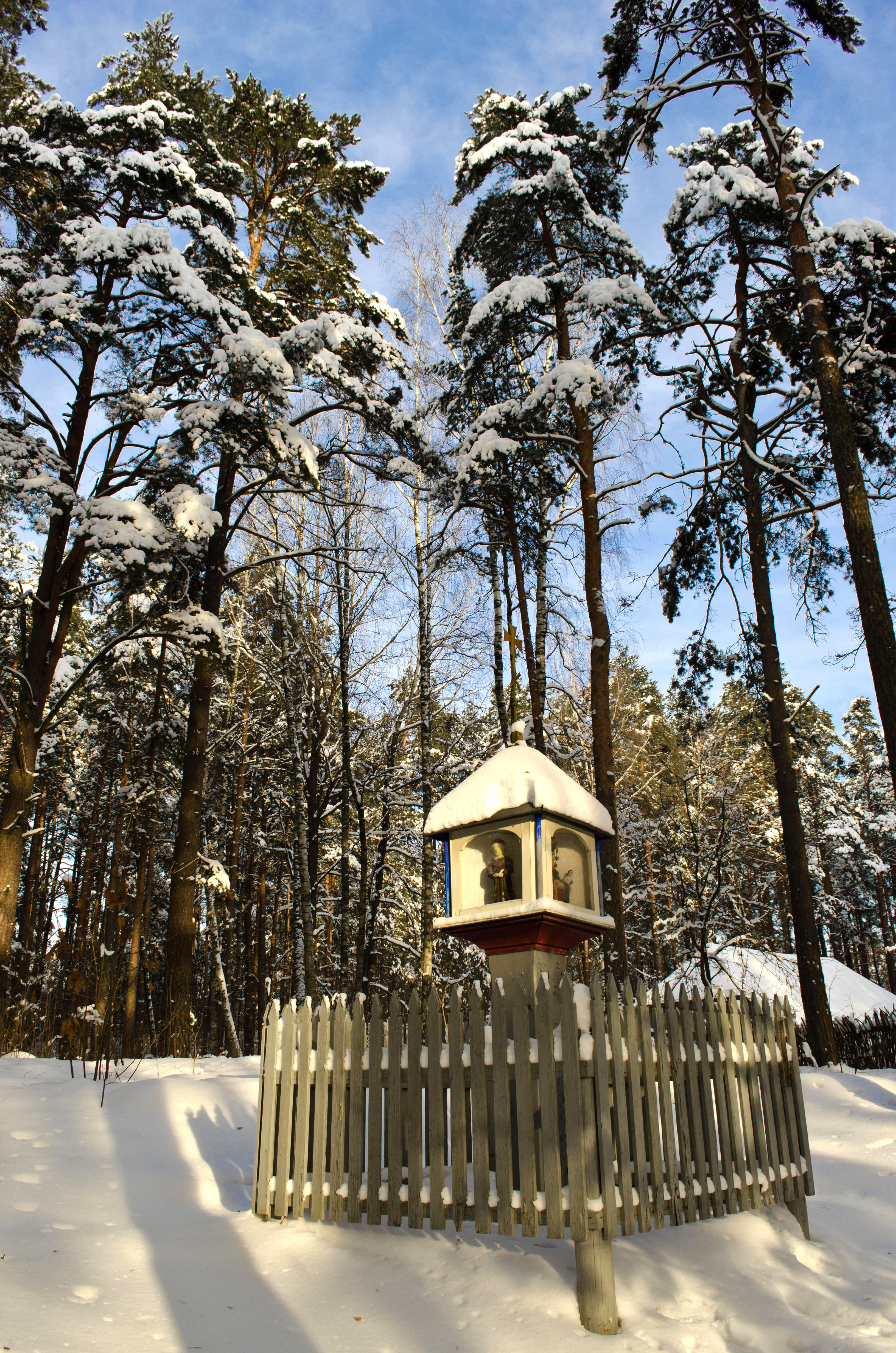
Courlande.
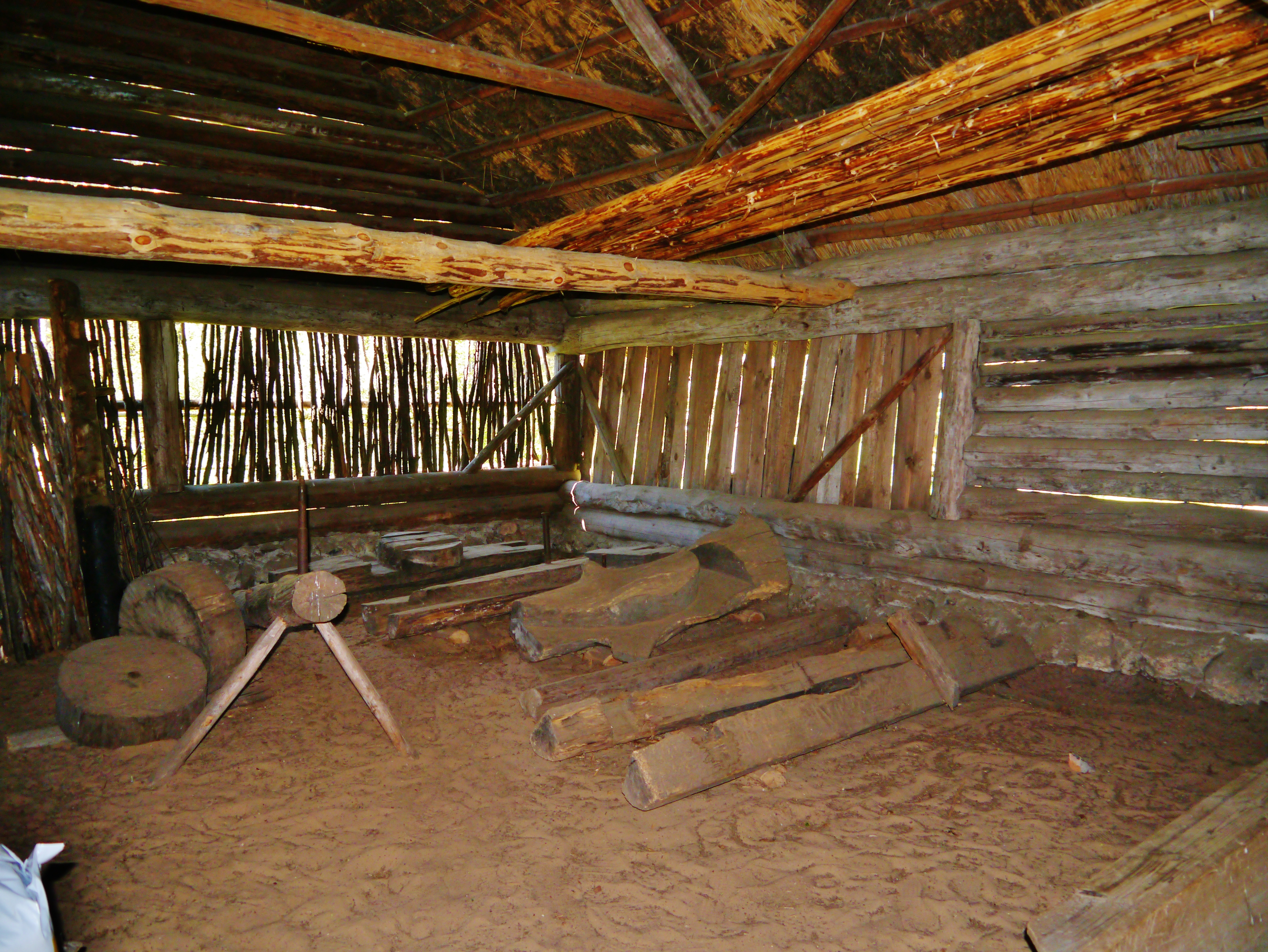
Section
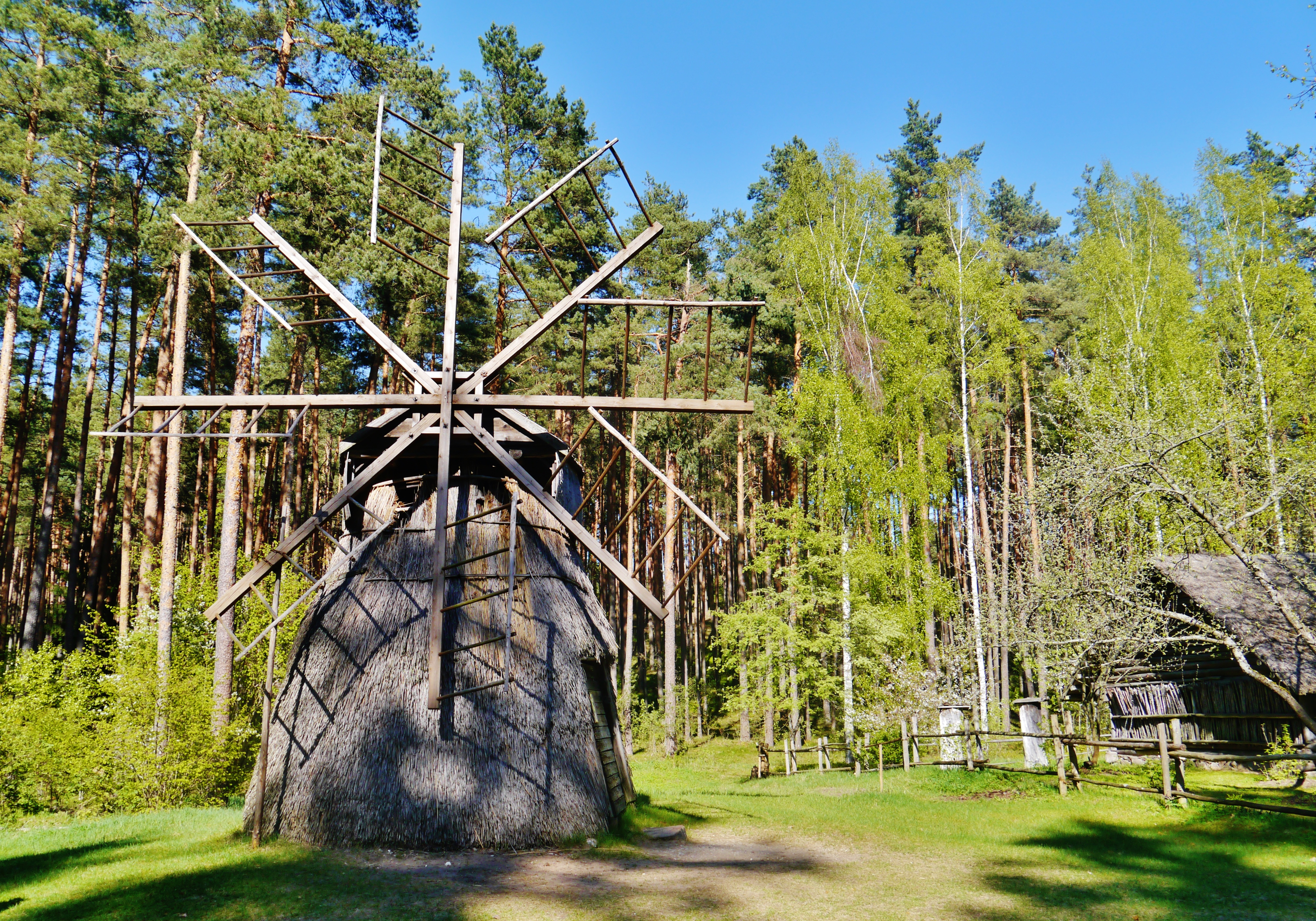
Latgale.
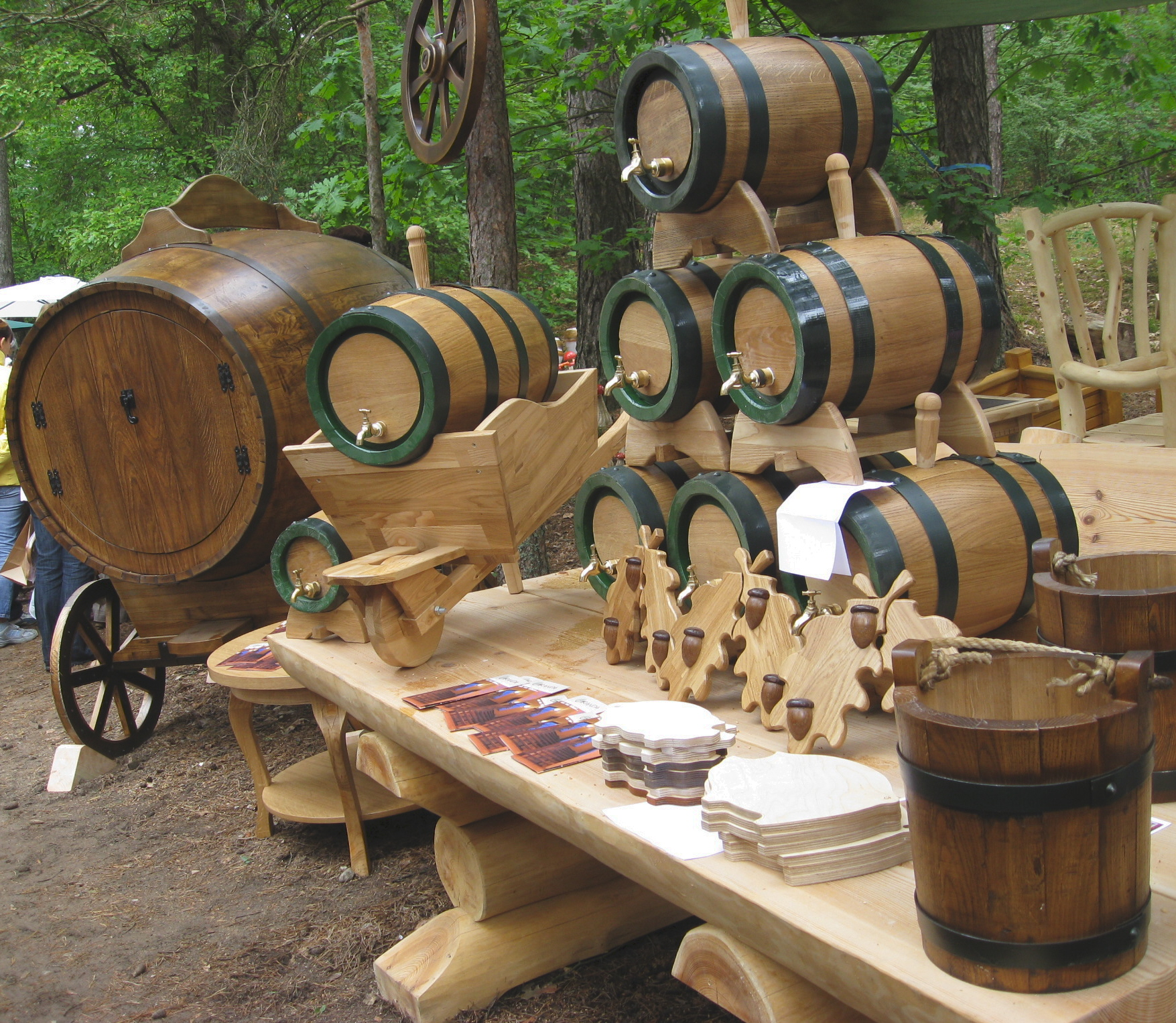
Fête de plein air.
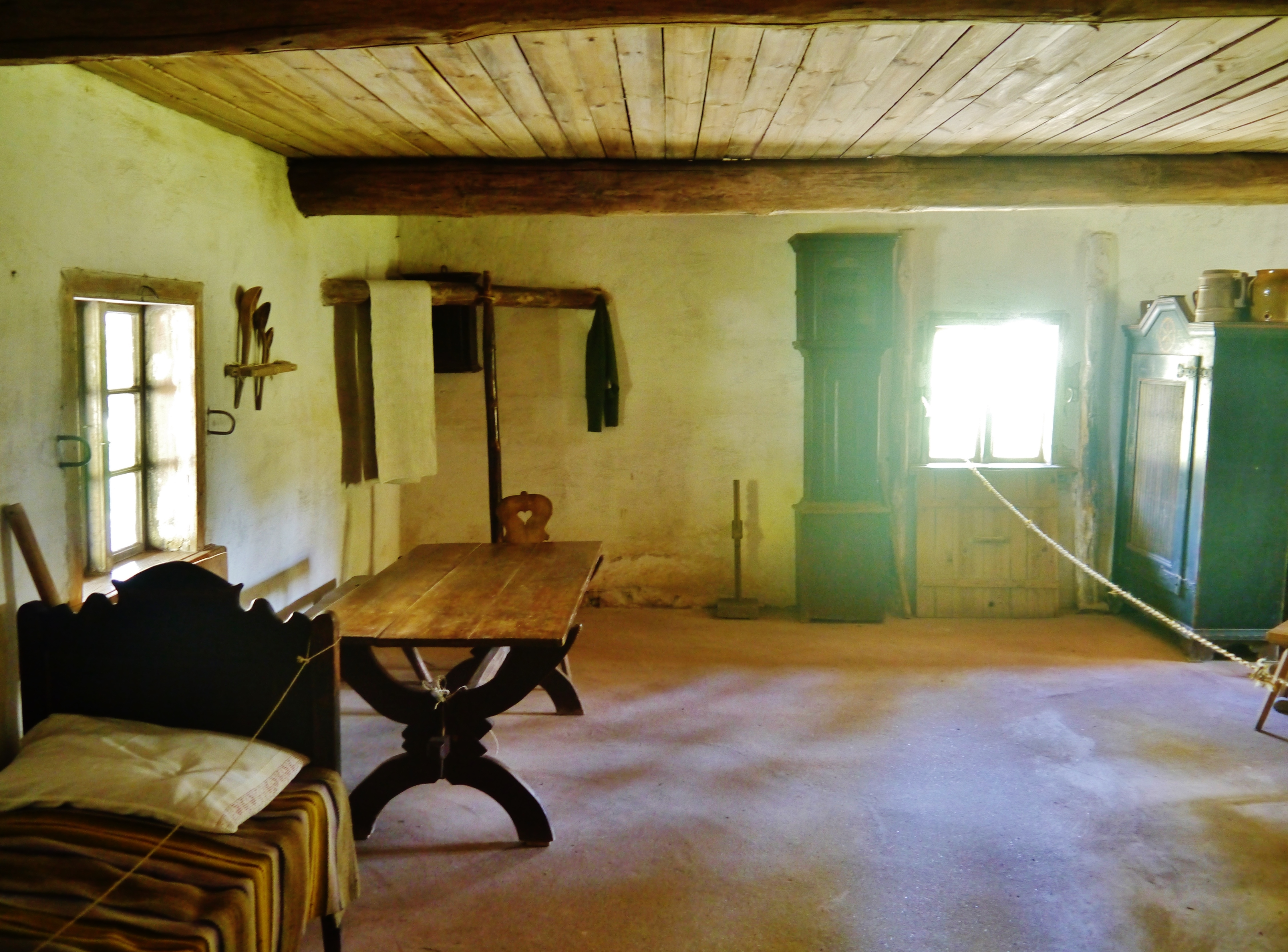
Section
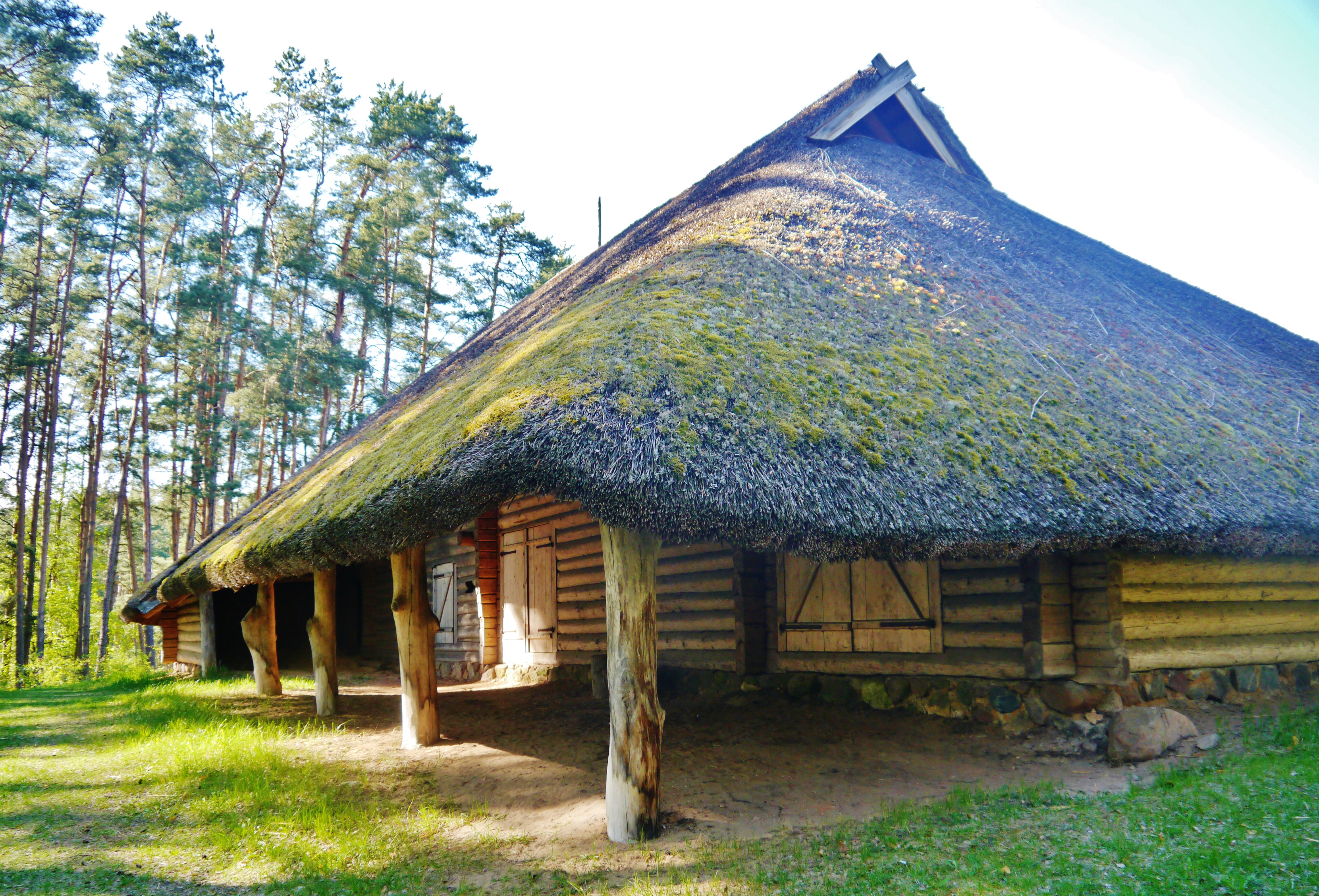
Vidzene.
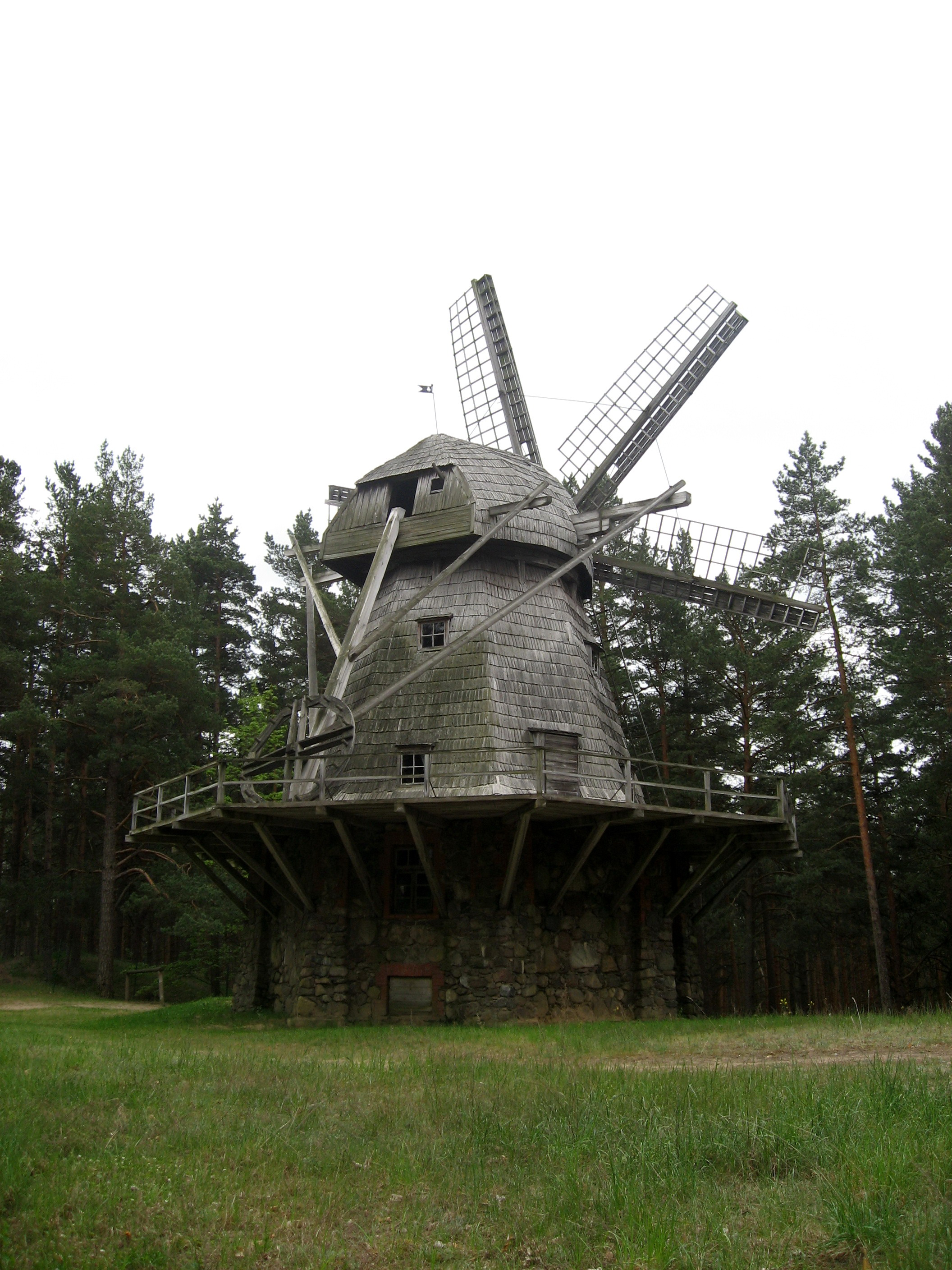
Ensemble de
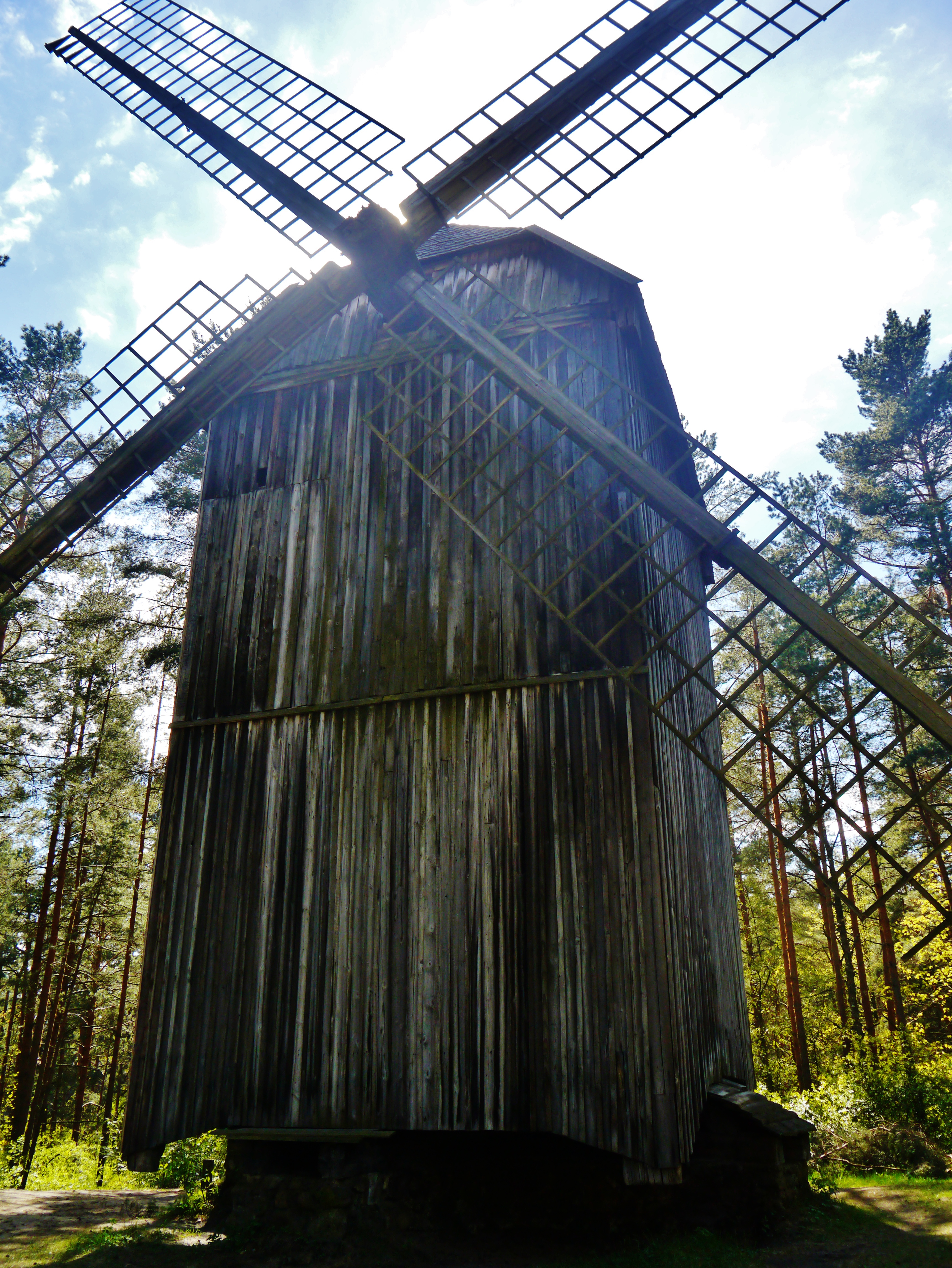
moulins à vent.
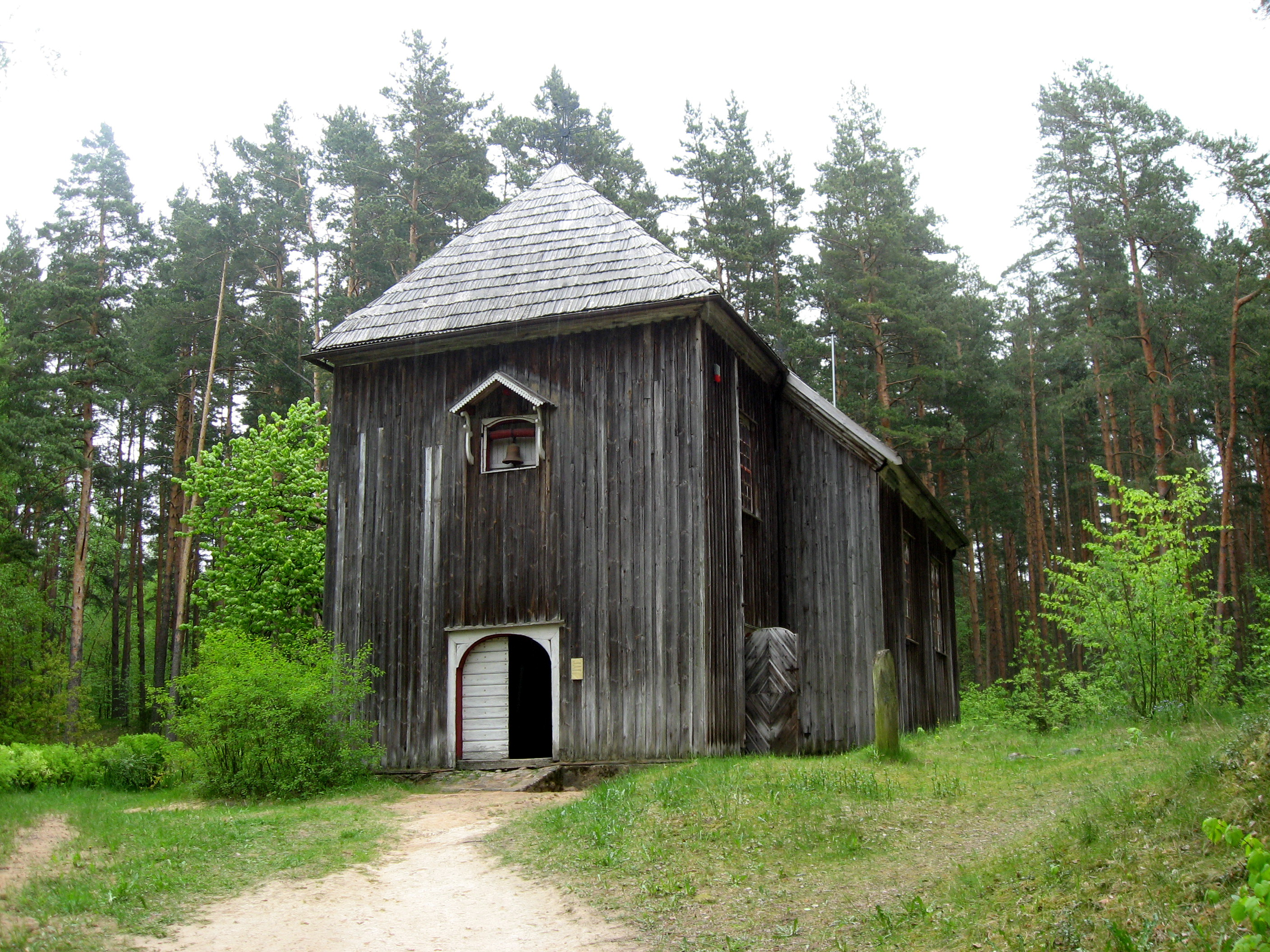
Et d'églises (lutérienne),
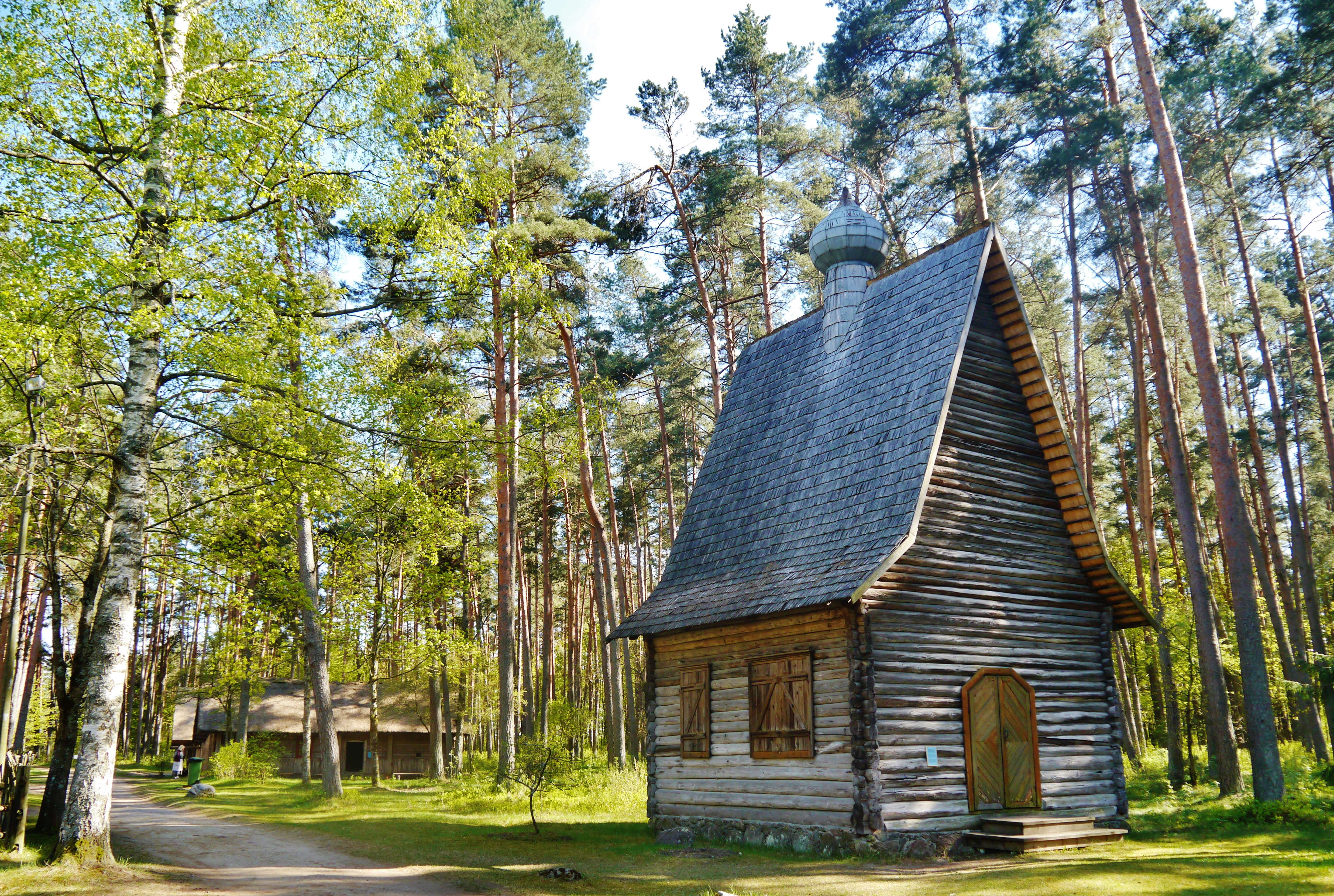
orthodoxe,
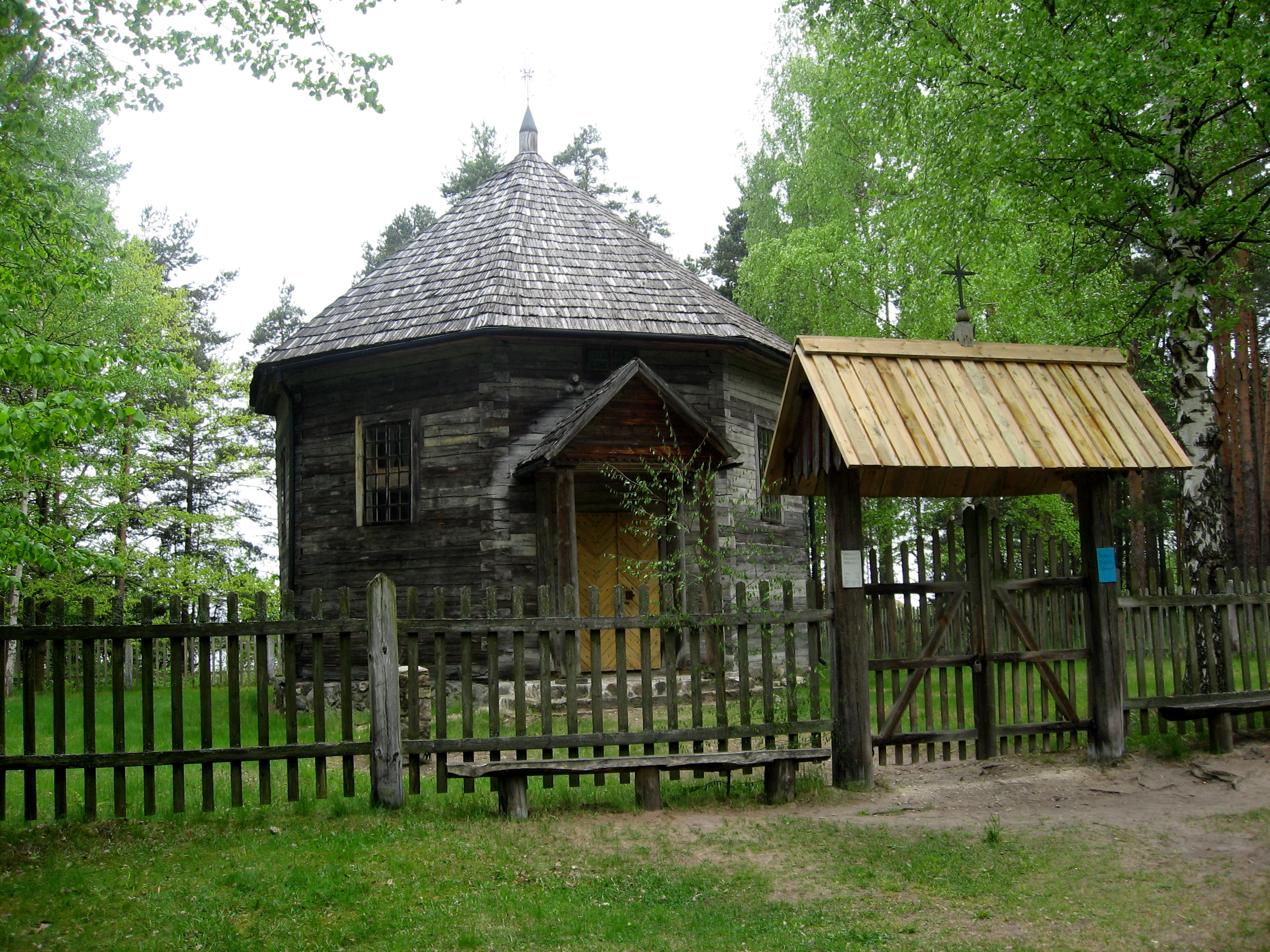
romaine.